# クリップスヘイデン
クリップス ヘイデン（CRIPPS Hayden、1990年10月30日 - ）は、JAPAN RUGBY LEAGUE ONE清水建設江東ブルーシャークスのラグビーユニオンの選手。旧表記「ヘイデン・クリップス」。

## プロフィール
- ニュージーランド・ウェリントン出身。
- ポジションはスタンドオフ(SO)。
- 身長 177cm、体重 82kg
- ニックネームはクリプシー[1]。

## 略歴
5歳からラグビーを始めた。
ウェリントン・カレッジ、ニュージーランド州代表選手権のウェリントン、タスマンを経て2014年、東京ガスラグビー部に加入。同年9月13日に行われたトップイーストリーグ第1節の三菱重工相模原ダイナボアーズ戦に先発出場で日本での公式戦初出場を果たした。
2016年12月にはスーパーラグビーサンウルブズの2017年スコッドに入った。なお東京ガスからは初めての選出である
2017年4月に日野自動車レッドドルフィンズ(現・日野レッドドルフィンズ)へ加入。
2022年、日野レッドドルフィンズを退団した。
2022年11月、浦安D-Rocksに加入。
2024年7月、清水建設江東ブルーシャークスに入団。